# Benedetto Cairoli

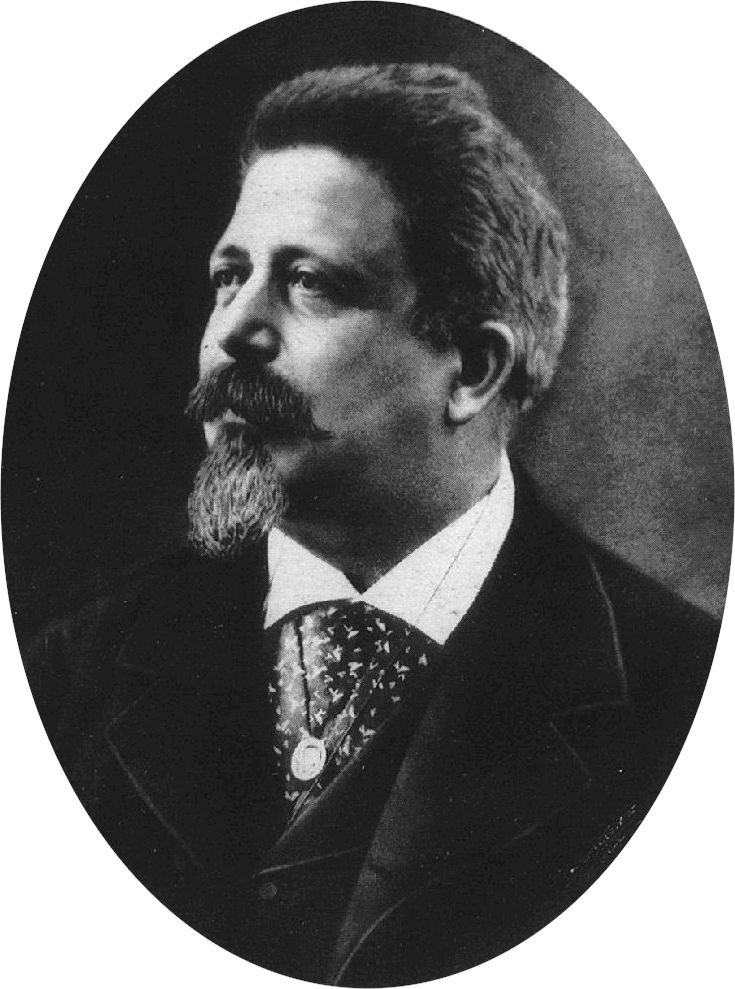
Benedetto Cairoli.

Benedetto Cairoli (Pavia, 28 januari 1825 - Napels, 8 augustus 1889 was een Italiaans staatsman en eerste minister.

## Levensloop
Van 1848 tot in 1870 was hij officier onder Giuseppe Garibaldi, anti-Oostenrijks samenzweerder en afgevaardigde in het Parlement. Als kolonel vocht hij bij verschillende verslagen bij en in 1870 was hij betrokken bij de onderhandelingen met de Duitse kanselier Otto von Bismarck waarbij Bismarck beloofde dat Italië Rome mocht veroveren als de democraten een alliantie tussen Victor Emmanuel II en Napoleon III konden voorkomen.
Toen in 1876 links aan de macht kwam in Italië, werd Cairoli parlementair leider van zijn partij en na de val van de regering van Agostino Depretis in maart 1878 vormde hij een francofiel kabinet.
Tijdens het eerste premierschap van Cairoli verzuurden de relaties met Oostenrijk en gebeurde er in december 1878 in Napels een aanslag op de nieuwe koning Umberto I door Giovanni Passannante. Dit betekende het einde van zijn regering. Toen Cairoli de koning wou beschermen bij de aanslag, raakte hij gewond.
In juli 1879 kwam Cairoli opnieuw aan de macht en in november vormde hij samen met Agostino Depretis een coalitieregering, waarbij Cairoli eerste minister en minister van Buitenlandse Zaken werd. In mei 1881 nam hij ontslag. Hierna trok hij zich terug uit de politiek.